# Фармингтон (Њу Хемпшир)
Фармингтон (енгл. Farmington) насељено је место без административног статуса у америчкој савезној држави Њу Хемпшир.

## Демографија
По попису из 2010. године број становника је 3.885, што је 417 (12,0%) становника више него 2000. године.
| Група             | 2000.         | 2010.         |
| Белци             | 3.375 (97,3%) | 3.730 (96,0%) |
| Афроамериканци    | 0 (0,0%)      | 17 (0,4%)     |
| Азијати           | 4 (0,1%)      | 27 (0,7%)     |
| Хиспаноамериканци | 38 (1,1%)     | 34 (0,9%)     |
| Укупно            | 3.468         | 3.885         |